# Јача од судбине
Јача од судбине (шп. Resistiré) аргентинска је теленовела, продукцијске куће Telefe, снимана 2003.
У Србији је приказивана током 2004. и 2006. на Првом програму Радио-телевизије Србије, Другом програму Радио-телевизије Србије и на Трећем каналу Радио-телевизије Србије.

## Синопсис
Дијего је тридесетогодишњи кројач и продавац одеће који није успео себи да обезбеди лагодан живот. Након што раскида са вереницом враћа се да живи код родитеља, али га они не прихватају онако како је очекивао. Упознаје Хулију, у коју се заљубљује, али она је пред удајом за Маурисија, успешног бизнисмена, који се заправо бави криминалом. Њихови путеви се разилазе и верује да се никада више неће срести. Али… Дијего упознаје Мартину, жену која верује да је Маурисио крив за смрт њеног синчића и зато одлучује да га убије, али му Дијего спашава живот. Маурисио доводи Дијега да ради за њега и он схвата да је овај у ствари Хулијин муж. Полако, Дијего се упућује у бизнис и схвата да се Маурисио бави прљавим пословима, али када пожели да изађе из тога, увиђа да је немогуће да то учини и остане жив. Осим тога, не жели да остави Хулију у опасности које ни сама није свесна….

## Улоге
| Глумац:           | Улога:                    |
| ----------------- | ------------------------- |
| Пабло Ечари       | Дијего Морено             |
| Селесте Сид       | Хулија Малагер Подеста    |
| Фабијан Вена      | Маурисио Довал            |
| Каролина Фал      | Мартина Манзур            |
| Клаудија Лапако   | Еладија                   |
| Уго Арана         | Рикардо Морено            |
| Данијел Фанего    | Алфредо Малагер           |
| Леонор Мансо      | Глорија Провензано        |
| Тина Серано       | Леонарда Панини           |
| Клаудио Кинтерос  | Андрес Панини             |
| Малена Лучети     | Каролина Довал            |
| Ромина Ричи       | Росарио Морено            |
| Андреа Полити     | Инес                      |
| Сулма Фајад       | Пампа                     |
| Енрике Липорасе   | Анибал                    |
| Алехандра Флечнер | Адела                     |
| Маријана Бриски   | Кристина                  |
| Каролина Пелерити | Лукресија                 |
| Себастијан Пахони | Лупе Малагер Подеста      |
| Барбара Ломбардо  | Ванина Кортез             |
| Рафаел Феро       | Фернандо Леон Ферчу       |
| Панчо Герти       | Пако                      |
| Данијел Кузниека  | Сантијаго Ромеро          |
| Моника Скапароне  | Соња                      |
| Мартин Слипак     | Сесар                     |
| Сандра Баљестерос | Ева Санторо               |
| Карлос Каспар     | Бејби Пасквал Таглијаферо |
| Николас Паулс     | Ернан                     |
| Гидо Горгати      | Артуро                    |
| Пабло Раго        | Леандро Далман            |
| Фабио ди Томасо   | Хавијер                   |
| Хуан Карлос Пупо  | сенатор Перез Кастелар    |
| Ектор да Роса     | Брузоне                   |
| Арменија Мартинез | Адер                      |
| Леандро Хајета    | Хорхе Понсе               |
| Рамиро Блас       | Орасио Фрага              |
| Норман Брински    | Леон Ећаге                |
| Пауло Брунети     | асистент Нортон           |
| Ана Марија Кастел | Рут де Ромеро             |
| Качо Кастања      | Латиго де Бенгала         |
| Олга Нани         | Лилијана де Добал         |